# 鵜殿士寧
鵜殿 士寧（うどの しねい、1710年（宝永7年） - 1774年11月25日（安永3年10月22日））は、江戸時代中期の武士、儒学者 、漢詩人。名は孟、孟一、のち長一（ながかず）。字は士寧、通称は左膳。本荘、桃花園と号す。本姓村尾氏。歌人として有名な鵜殿余野子は妹。子に鵜殿長衡、松平乗兆、鵜殿長衛、娘（遠山景澄妻）、山崎長衎、川窪信貞らがいる。

## 経歴・人物
江戸に生まれる。金田昌豊の三男。幕臣鵜殿長周の養子となり、長周の娘を妻とする。
元文5年（1740年）養父の遺跡を継ぐ。宝暦9年（1759年）江戸城西丸書院番士。弱冠にして長沼流兵学を学び、修練を積む。朱子学を学ぶが、のち徂徠学の服部南郭に師事。禄高は650石。明和7年（1770年）に番を辞する。著作に『桃花園遺稿』『楼居放言』など。